# Sülzenbrücken
Sülzenbrücken ist ein Ortsteil der Gemeinde Amt Wachsenburg im nördlichen Ilm-Kreis in Thüringen. Im 8. Jahrhundert spielte es neben Erfurt und Ohrdruf eine herausragende Rolle bei der Christianisierung Thüringens.

## Geografie
Sülzenbrücken liegt am äußersten nordwestlichen Rand des Ilm-Kreises. Der nur zwei Kilometer entfernte Nachbarort Apfelstädt befindet sich bereits im Landkreis Gotha. Das Gebiet des Ortes gehört zum Südrand des Thüringer Beckens. Das Dorf selbst liegt auf einer Höhe von 254 m über NN. Die Umgebung ist fast völlig waldfrei und wird vorrangig landwirtschaftlich genutzt. Sülzenbrücken liegt am Weidbach, einem Nebenfluss der Apfelstädt.

## Geschichte

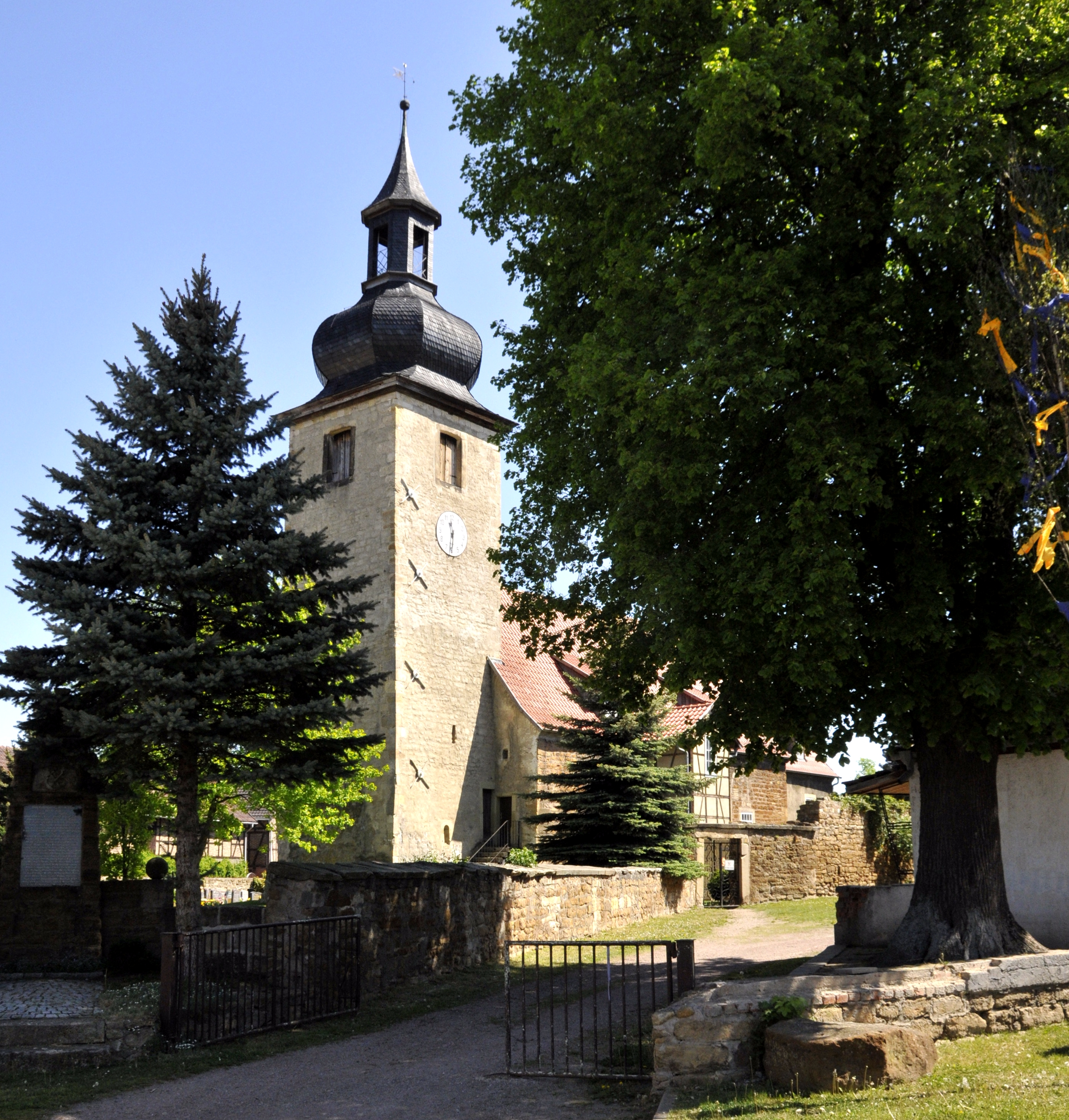
Evangelische Kirche St. Wiperti

Das Gebiet um Sülzenbrücken war vermutlich schon zu Beginn der Zeitrechnung besiedelt. So soll die etwa ein Kilometer südwestlich des Dorfes befindliche Salzquelle (eine Karstquelle, das namengebende Salzlager ist seit mindestens zwei Jahrhunderten vollständig ausgelaugt) eine keltische Kultstätte gewesen sein.
Etwa 741 wurde Sülzenbrücken von Bonifatius als Missionsstation zur Christianisierung der thüringischen Gebiete ausgewählt. Im Brevarium Lulli wird das Dorf als Villa Sulzebruggun und aus 42 Hufen und 33 Mansen bestehend beschrieben. Es war damit nach Gebesee die größte Ansiedlung des Guts Hersfeld in Thüringen. Man geht davon aus, dass Willibald von Eichstätt, ein angelsächsischer Verwandter Bonifatius’, dort eine Kirche errichten ließ, 739 zum Priester geweiht und zum Verwalter eines Sprengels von sieben Kirchen eingesetzt wurde. Am 21. Oktober 741 erhielt er von Bonifatius die Bischofsweihe und begab sich kurz darauf nach Eichstätt, um dort ein Bistum aufzubauen. Der Vermerk dieser Begebenheit im Brevarium Lulli aus dem Jahr 742 gilt als erste urkundliche Erwähnung Sülzenbrückens.
Aus den folgenden Jahrhunderten ist wenig über die Geschichte des Ortes bekannt. Das an einer Heerstraße gelegene Dorf war befestigt, nur über drei Tore hatte man Zugang: das Herrentor (1842 abgetragen), das Ober- und das Mühltor. Ab 1640 gehörte Sülzenbrücken zur unteren Grafschaft Gleichen, deren Landeshoheit beim Herzogtum Sachsen-Gotha, später beim Herzogtum Sachsen-Coburg und Gotha lag. Mit dem Bau der Eisenbahnstrecke Diethendorf–Arnstadt im Jahr 1866 erhielt der Ort einen eigenen Bahnhof. Die Einwohnerzahl blieb über die Jahrhunderte relativ konstant, 1900 zählte der Ort 447 Einwohner.
Seit der Bildung des Landes Thüringen im Jahr 1920 wurde Sülzenbrücken Teil des neu gebildeten Landkreises Arnstadt. Mit der Schaffung der Bezirke in der DDR gehörte die Gemeinde zum Kreis Arnstadt im Bezirk Erfurt. Im Zuge der Gemeindereform in Thüringen verlor das Dorf 1994 den Status einer eigenständigen Gemeinde und wurde Ortsteil der Wachsenburggemeinde im Ilm-Kreis. Mit der Auflösung der Gemeinde am 31. Dezember 2012 kam der Ort zur Gemeinde Amt Wachsenburg. Aufgrund der günstigen Verkehrslage entwickelt sich der Ort zunehmend zu einer ländlichen Wohngegend.

## Politik
Sülzenbrücken war in der Zeit der Zugehörigkeit zur Wachsenburggemeinde der einzige Ortsteil der Gemeinde, der einen eigenen Ortsteilbürgermeister hatte. Diese Funktion hatte von 1999 bis 2014 Ludwig Frank inne. Bei den Kommunalwahlen im Mai 2014 wurde Reymond Armster zum neuen Ortsteilbürgermeister gewählt. Er wurde zuletzt bei den Kommunalwahlen in Thüringen am 26. Mai 2024 im Amt bestätigt. Zusammen mit sechs weiteren Mitgliedern bildet Armster den Ortsteilrat von Sülzenbrücken.

## Wirtschaft
Das Dorf ist seit Jahrhunderten landwirtschaftlich geprägt. Heute gibt es nur wenige Kleingewerbebetriebe im Ort. Von regionaler Bekanntheit ist die „Oldie-Scheune“, eine Kraftfahrzeug-Werkstatt, die sich auf die Restaurierung von Oldtimern spezialisiert hat. Außerdem gibt es ein Fahrzeug- und Schrottentsorgungsunternehmen sowie zwei Gaststätten und eine Kinderpension. Die meisten Bewohner arbeiten in den umliegenden Wirtschaftszentren Erfurt und Arnstadt.

## Verkehr

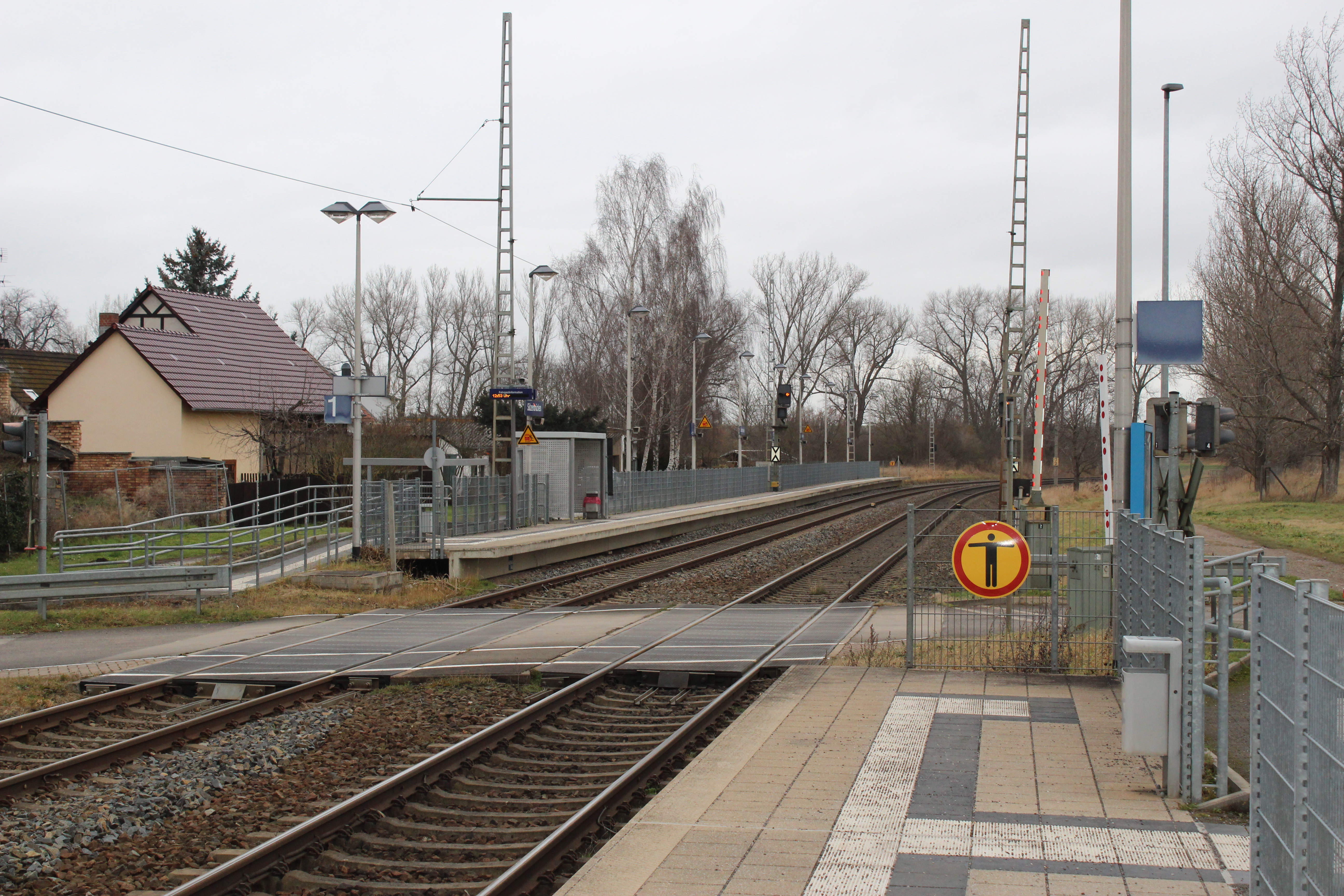
Haltepunkt Sülzenbrücken (2018)

Sülzenbrücken liegt an der Kreisstraße K 24 von Holzhausen nach Apfelstädt. Unmittelbar nördlich führt die Autobahn A 4 am Dorf vorbei. Die nächste Anschlussstelle ist Neudietendorf.
Sülzenbrücken hat einen Haltepunkt an der Bahnstrecke Neudietendorf–Arnstadt, welcher im Stundentakt von Regionalbahnen der Erfurter Bahn und Süd-Thüringen-Bahn bedient wird. Diese fahren umsteigefrei nach Neudietendorf und Erfurt im Norden sowie nach Arnstadt im Süden, wo die Züge getrennt werden. Der vordere Zugteil fährt nach Saalfeld, der hintere nach Ilmenau.

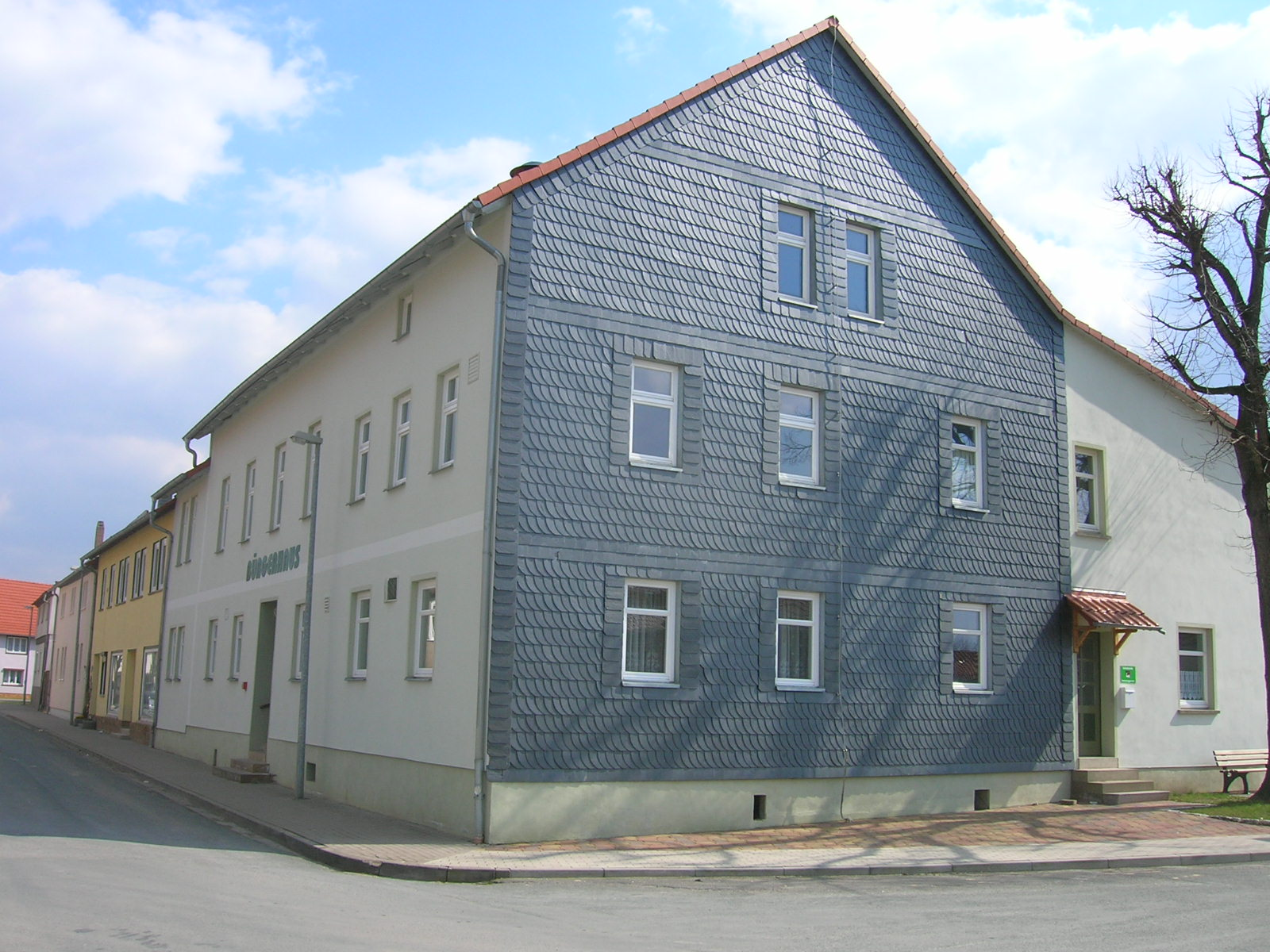
Bürgerhaus

## Vereine
Es sind mehrere eingetragene Vereine im Ort aktiv. Dazu zählen der Ortsfeuerwehrverein, die Sportgemeinschaft Wachsenburg Haarhausen-Sülzenbrücken sowie ein Heimat- und Traditionsverein, der die alljährliche Kirmes ausrichtet.

## Sehenswertes

### Dorfkirche
Mittelpunkt der Kirchgemeinde, die zum Kirchspiel Holzhausen gehört, ist die St.-Wiperti-Kirche (dem Heiligen Wigbert geweiht) in Sülzenbrücken. Hierzu gehören außerdem Haarhausen, Bittstädt und Holzhausen.
Die Kirche gilt als eine der am prunkvollsten verzierten und bemalten Kirchen der Region. Szenen aus dem Alten und Neuen Testament zeigen die Bemalungen in den Bildfeldern der beiden umlaufenden, übereinanderliegenden Emporen. Vor der Kirche steht ein Ehrenmal für die Gefallenen beider Weltkriege.
Im 12. Jahrhundert wurde die romanische Kirche im Ort als Kirchenburg mit hohem Wehrturm und doppeltem, starkem Mauerring gebaut, dessen innere Mauer sich im Abstand von sechs bis acht Metern um das Gotteshaus herumzog. Sie war etwa einen Meter dick und vier Meter hoch. Von der äußeren Mauer, die den Kirchhof umschloss, ist kaum noch etwas zu sehen. Im äußeren Ring sicherten drei Torgebäude die Zugänge. Im südöstlichen Bereich der Mauer sind noch Schlitz-Schießscharten zu erkennen, eindeutige Merkmale einer Kirchenburg. Unterhalb des Mauerkranzes erkennt man noch Löcher zum Einstecken der Holzbalken für den Wehrgang. Der äußere Ring wurde im 19. Jahrhundert, größtenteils 1874/75, fast vollständig beseitigt. Der innere existiert noch teilweise und umschließt den Dorffriedhof.
Diese Befestigungsanlage hatte wohl eine Sicherungsfunktion für Mensch und Tier sowie für die vorbeiführende Verkehrsstraße von Arnstadt in Richtung Apfelstädt und Tennstedt. In den darauf folgenden Jahrhunderten wechselten die Herrscher häufig. Von 1561 bis 1569 war der später einflussreiche lutherische Theologe Martin Mirus Pfarrer in Sülzenbrücken. In der Kirche wurde bis zum Ende des 20. Jahrhunderts ein in Thüringen einmaliger alter Gebärstuhl verwahrt. Dieser ist jetzt als Dauerleihgabe im Museum für Thüringer Volkskunde Erfurt zu sehen.
1743 wurde die Kirchenorgel vom Wanderslebener Orgelbauer Johann Stephan Schmaltz und im Jahr 1925  vom Orgelbauer Rudolf Böhm aus Gotha erneut umgebaut. Da sich die Decke senkte, musste die Orgel teilweise ausgebaut werden und ist nicht mehr spielbar.

### Apfelstädter Ried und Salzquelle

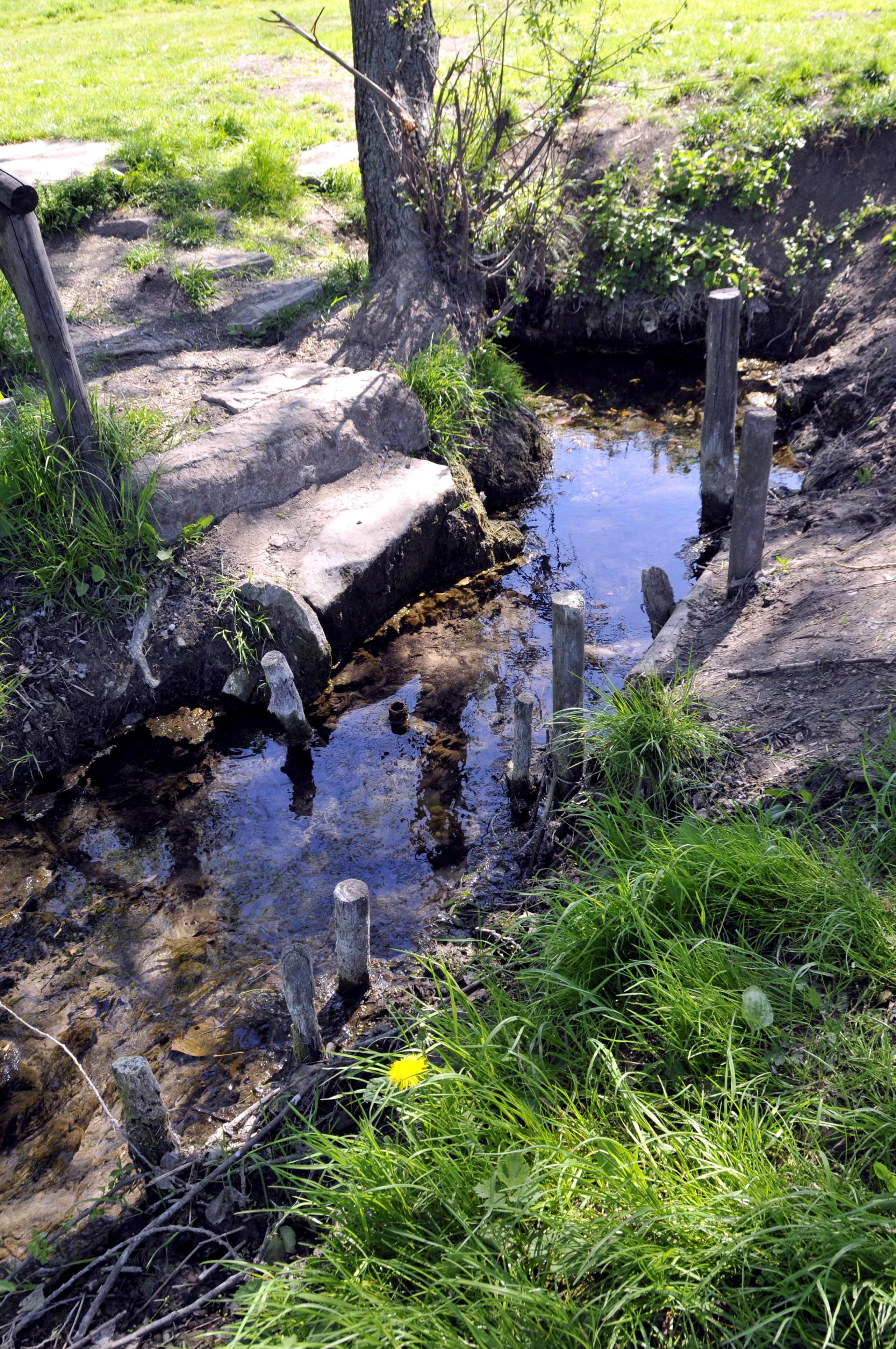
Salzquelle

Westlich des Ortes befindet sich das 18,5 ha große, als Naturschutzgebiet ausgewiesene Apfelstädter Ried. Es hat sich als so genanntes wechselfeuchtes Grünland auf einer mächtigen Torfschicht entwickelt und ist der Rest eines einstmals wesentlich größeren Durchströmungsmoores (Kalkzwischenmoor). Während das Ried in Trockenperioden fast völlig austrocknet, wird es nach stärkeren, länger andauernden Regenfällen oder nach der Schneeschmelze zum Überschwemmungsgebiet, beste Umstände zum Gedeih besonderer Pflanzen. Beachtlich ist der ausgedehnte Seggenbestand. Die reichhaltige Fauna beherbergt unter anderem 131 Vogelarten, 41 Schneckenarten und neben 121 Laufkäferarten noch unzählige Insekten. Die Wiesen verdanken ihren Salzgehalt der/den Salzquelle(n). Somit finden spezielle Arten günstige Lebensbedingungen wie z. B. die Gewöhnliche Natternzunge, die Salzbinse oder die Einspelzige Sumpfbinse. Regelmäßige Mahd und Entfernung des Schnittgutes sollen den durch frühere Überdüngung und intensive Beweidung erhöhten Nährstoffgehalt zurückführen und die Ausbreitung des Gewöhnlichen Schilfes eindämmen.
Am Rand des Apfelstädter Rieds liegt die als Salzquelle von Sülzenbrücken ⊙ bezeichnete Karstquelle in einer „Salzigen Wiesenaue“. Sie ist über die gut beschilderte Burgenroute des Geoparks Inselsberg – Drei Gleichen zu erreichen. Die Salzquelle entspringt in etwa einem Meter Tiefe aus einer Kalksteinspalte. Wegen ihres Salzgehaltes wurde sie über Jahrhunderte als Heiligtum und Jungbrunnen verehrt. Ihr Name stand auch Pate bei der Benennung des Ortes Sülzenbrücken: Das Sülzen wurde vom althochdeutschen sulza (Salzwasser) abgeleitet. Da man davon ausgehen kann, dass schon einige Jahrhunderte vor der ersten urkundlichen Erwähnung Sülzenbrückens im Jahre 742 in dieser Gegend die „Urthüringer“ (Hermunduren und Kelten) angesiedelt waren, hat die Quelle ein Mindestalter von 1500 Jahren. Vor mindestens 200 Jahren war das unterirdische Salzlager vom Wasser ausgelaugt, so dass die Quelle als Viehtränke benutzt wurde. Nachdem eine Kuh im Schlamm steckengeblieben war und ertrunken war, wurde die Quelle eingezäunt und durch Erdaufschüttungen flacher gemacht. Heute ist sie ein beliebtes Ausflugsziel, eine Sitzgruppe lädt zum Verweilen ein.

## Persönlichkeiten
- Willibald von Eichstätt (* 22. Oktober um 700 vermutlich in Wessex in England; † 7. Juli 787 (oder 781) in Eichstätt), christlicher Missionar, wurde in Sülzenbrücken am 21. Oktober 741 von Bonifatius im Beisein von Witta von Büraburg zum Bischof geweiht, Wunibald (* 701 in Wessex; † 18. Dezember 761 in Heidenheim) empfing gleichzeitig in Sülzenbrücken die Bischofsweihe
- Martin Mirus (* 1532 in Weida; † 14. August 1593 auf dem Schloss Karditz bei Oschatz), deutscher lutherischer Theologe und sächsischer Oberhofprediger, war von 1561 bis 1569 Pfarrer von Sülzenbrücken
- Hugo Riehmann (* 10. November 1873 in Sülzenbrücken; † 20. November 1938 ebenda), deutscher Landwirt und Politiker (Thüringer Landbund)